# Pokonji dol-stranden
Pokonji dol-stranden (kroatiska: Plaža Pokonji dol) är en strand i staden Hvar på ön Hvar i Kroatien. Den är belägen vid Pokonji dol-viken, mittemot Pokonji dol-holmen, drygt två kilometer sydöst om Hvars historiska stadskärna.  

## Beskrivning
Pokonji dol-stranden är en klipp- och grusstrand. Den är den till ytan största stranden närmast men ändå utanför Hvars stadsbebyggelse. Vid stranden finns två restauranger och möjligheter att hyra trampbåtar och kanoter. Stranden är utrustad med solstolar och parasoller. Den kan nås till fots, båt eller med fordon. Antalet parkeringsplatser vid stranden är begränsat.